# Stadium Lille Métropole
Lo Stadium Lille Métropole è un impianto sportivo francese di Villeneuve-d'Ascq a servizio della metropoli di Lilla.
Dedicato principalmente a calcio, rugby e atletica leggera, fu inaugurato nel 1976 con il nome di Stadium Nord dal nome del dipartimento in cui si trova la città.
Fino al 2012 fu sede degli incontri interni della squadra di calcio del Lilla e, dal 2015, ospita la sezione femminile di detto club; è anche terreno interno della squadra di rugby femminile del RC Villeneuve dopo esserlo stato, fino al 2016, di quella maschile del Lille Métropole.
Nel 2019 aprì le porte anche al football americano con l'accoglimento della finale del campionato francese di tale disciplina.
Lo stadio è capace di ospitare circa 18 000 spettatori e fu tra gli impianti che accolsero gare della Coppa del Mondo di rugby 1991 co-ospitata dalla Francia.

## Storia
Progettato dal francese Roger Taillibert (1926-2019), realizzatore di altre importanti architetture sportive come lo stadio olimpico di Montréal in Canada e, in patria, del ridisegno del Parco dei Principi a Parigi, lo Stadium Nord, come fu chiamato inizialmente, sorge nel comune di Villeneuve-d'Ascq, che è limitrofo a Lilla e con esso è parte della conurbazione della Città Metropolitana di Lilla, dell'arrondissement di Lilla e, più recentemente, della Metropoli Europea di Lilla.
Presenta una gradinata unica e la capienza è intorno ai 18-20 000 posti; le tribune coperte sono solo quelle laterali, mentre le curve sono scoperte.
L'impianto aprì ufficialmente i battenti il 25 giugno 1976 in occasione dei settantottesimi campionati francesi d'atletica leggera; il calcio vi giunse pochi mesi dopo, nel gennaio 1977, in occasione di un'amichevole tra Nantes e i belgi dell'Anderlecht.
Nel 1991 fu tra gli stadi che la Francia mise a disposizione dell'organizzazione inglese della Coppa del Mondo di rugby; la gara ospitata fu un quarto di finale, in cui la Nuova Zelanda sconfisse 29-13 il Canada.
Nel 1995 vi si svolse la sedicesima edizione della Coppa Europa d'atletica leggera.
Fino al 2012 ospitò la squadra di calcio del Lilla, che in tale impianto vinse il titolo francese del 2011 e un anno dopo si trasferì al nuovo stadio cittadino Pierre Mauroy.
Fino al 2016, anno del suo fallimento societario, fu il terreno interno della formazione di rugby del Lille Métropole.
Le compagini che al 2019 impiegano lo stadio sono le formazioni femminili di due club: quella di calcio del Lilla e quella di rugby del Lille Métropole R.C. Villeneuvois.
Ancora nell'ambito degli sport di squadra, il Lille Métropole ha ospitato l'edizione 2019 del Casque de Diamant, la finale del campionato francese di football americano — che ha visto il Black Panthers de Thonon vincitore 24-7 sul Cougars de Saint-Ouen-l'Aumône — ed è destinato ad accogliere anche quella del 2020, avendo la federazione francese di football americano stipulato un accordo con Métropole européenne de Lille per due stagioni.
A livello internazionale, a parte il citato quarto di finale alla Coppa del Mondo 1991, lo stadio aveva ospitato due anni prima, nel novembre 1989, il suo primo incontro internazionale di tale disciplina durante il tour della nazionale australiana: opposti alla Francia, gli Wallabies furono battuti 19-15 dai Bleus che così interruppero una serie di 4 sconfitte consecutive contro gli avversari degli Antipodi.
A giugno 1996, in preparazione del campionato europeo, fu altresì il turno del primo incontro internazionale di calcio, in cui la Francia incontrò e batté 2-0 l'Armenia e, a inizio millennio, fu il turno del rugby femminile, con diversi incontri — tra cui la finale — del Campionato europeo 2001.
Più recentemente, a febbraio 2019, fu anche teatro della prima partita del Sei Nazioni femminile di rugby disputata nella regione dell'Alta Francia: opposta alla Scozia, la Francia delle donne si impose 41-10 davanti a 8 819 spettatori.
Per quanto riguarda altri sport, accolse nel 2019, nell'arco di una settimana, sia la finale del campionato francese di seconda divisione di football americano, che quella di prima divisione.
Fuori dall'ambito sportivo, lo Stadium Nord ospitò il 28 luglio 1988 una tappa del tour dei Pink Floyd A Momentary Lapse of Reason.

## Incontri internazionali

### Calcio
| Arbitro: | Alain Hamer |

|                       |           |  |
| Angloma 16’ Madar 71’ | Marcatori |  |

### Rugby a 15
| Arbitro: | Freek Burger |

|                                |      |                             |
| Lagisquet 52’ Andrieu 64’      | mt   | 21’ Kearns 80+1’ Farr-Jones |
| Lacroix 52’                    | tr   | 80+1’ Lynagh                |
| Lacroix 7’, 23’, 43’, 55’, 61’ | c.p. | 9’, 15’, 32’ Lynagh         |

| Arbitro: | Fred Howard |

|                       |      |                                                    |
| Tynan 60’ Charron 80’ | mt   | 9’, 75’ Timu 19’ McCahill 39’ Z. Brooke 55’ Kirwan |
| Rees 80’              | tr   | 9’, 19’, 39’ Fox                                   |
| Wyatt 33’             | c.p. | 27’ Fox                                            |

| Villeneuve-d'Ascq 12 maggio 2001, ore 12 UTC+2 Campionato europeo femminile 2001, finale | Scozia | 15 – 3        | Spagna | Stadium Nord |
| Dickson 12’ Petlevannaja 46’ mt Chalmers 46’ tr Chalmers 71’ c.p. 30’ Etxegibel          |        |               |        |              |
|                                                                                          |        |               |        |              |
| Dickson 12’ Petlevannaja 46’                                                             | mt     |               |        |              |
| Chalmers 46’                                                                             | tr     |               |        |              |
| Chalmers 71’                                                                             | c.p.   | 30’ Etxegibel |        |              |

| Arbitro: | Sara Cox |

|                                                                      |    |                       |
| Vernier 8’, 33’, 52’ Bourdon 15’ Constanty 39’ Boujard 56’ Jason 74’ | mt | 27’ Lloyd 67’ Wassell |
| Bourdon 33’, 39’, 52’                                                | tr |                       |